# Ясногор Сергій Володимирович
Сергі́й Володи́мирович Ясного́р (27 лютого 1972 — 29 серпня 2014) — сержант Збройних Сил України, учасник російсько-української війни.

## Життєпис
Народився 1972 року в селі Широке (Солонянський район, Дніпропетровська область). Мешканець міста Новомосковськ.
В часі війни мобілізований 1 червня 2014 року — старший стрілець, 93-я окрема механізована бригада.
29 серпня 2014-го виривався з оточення в Іловайську «зеленим коридором» у колоні, котра рухалася з села Многопілля до Червоносільського. Зазнав важкого поранення, помер у Червоносільському; похований в окремій могилі побратимами.
29 вересня 2014-го ексгумований пошуковцями місії Евакуація-200 («Чорний тюльпан»), тіло привезене до Запоріжжя. За ДНК ідентифікований, слідчими органами визнаний загинулим. Похований в Запоріжжі, Кушугумський цвинтар.
Без Сергія лишились батьки та син.
Вереснем 2016-го перепохований у рідному селі Широке Солонянського району Дніпропетровської області.

## Нагороди та вшанування
- Указом Президента України № 522/2016 від 25 листопада 2016 року, «за особисту мужність і високий професіоналізм, виявлені у захисті державного суверенітету та територіальної цілісності України, вірність військовій присязі», нагороджений орденом «За мужність» III ступеня (посмертно)[1].
- Рішенням Новомосковської міської ради № 1302 від 24 липня 2020 року присвоєно звання «Почесний громадянин міста Новомосковська» (посмертно)[2].
- Вшановується в меморіальному комплексі «Зала пам'яті», в щоденному ранковому церемоніалі 29 серпня[3].
- Його портрет розміщений на меморіалі «Стіна пам'яті полеглих за Україну» у Києві: секція 3, ряд 9, місце 40
- На фасаді Широчанської школи на його честь відкрито меморіальну дошку.